# 長崎市立高尾小学校
長崎市立高尾小学校（ながさきしりつ たかおしょうがっこう、Nagasaki City Takao Elementary School）は、長崎県長崎市高尾町にある公立小学校。略称は「高尾小」。

## 概要
歴史
長崎市北部の人口増加に伴い、1958年（昭和33年）に開校した。2008年（平成20年）に創立50周年を迎えた。
校訓
「夢・元気・心」
校章
星の絵を背景にして、中央に校名の「高尾」の文字（縦書き）を配している。
校区
高尾町、小峰町、本尾町、石神町（35番9号〜23号、35番44号、36番〜38番、39番5号〜58号、39番80号〜82号、40番を除く）、扇町（1番〜4番、26番〜34番）、辻町（4番〜27番を除く）、三原1丁目（1番〜9番、10番1号〜11号、10番48号、11番1号〜6号、11番36号、12番、13番3号〜5号、14番5号〜7号、20番1号、27番38号〜43号）、江平3丁目（4番12号）。中学校区は長崎市立山里中学校。

## 沿革
- 1957年（昭和32年）
  - 1月 - 校舎の建設が始まる。
  - 12月 - 校名が決定し、高尾町・本尾町・上野町（東部）・本原一丁目（一部）〜三丁目を校区とする。
- 1958年（昭和33年）
  - 4月1日 - 「長崎市立高尾小学校」（現校名）が開校[1]。
    - 長崎市立山里小学校から5年生までの児童を収容。
    - 校舎が完成するまでの間、1・2年生は二部授業、3・4年は山里小学校の一部を借用して正常授業、5年は高尾小学校校舎で正常授業を行う。

  - 5月23日 - 校舎第二期工事完成により、山里小学校から4年生を新校舎へ収容。
- 1959年（昭和34年）10月29日 - 開校落成記念式典を挙行。
- 1960年（昭和35年）4月1日 - 学級増により、35学級となったため、二部授業を実施。
- 1962年（昭和37年）10月29日 - 増築校舎が完成。
- 1970年（昭和45年）4月1日 - 長崎市立三原小学校の開校により、児童307名を移す。
- 1973年（昭和48年）8月4日 - プールが完成。
- 1975年（昭和50年）2月14日 - 図書室が完成。
- 1985年（昭和60年）3月1日 - 育成会簡易保険還元金により「思いやりの池」と「ふれあい広場」が完成。
- 1989年（平成元年）8月29日 - 体育館に放送設備を設置。
- 1990年（平成2年）1月31日 - 多目的スペース室が完成。
- 1991年（平成3年）8月21日 - 女子バレーボールが全国大会へ出場し、ベスト8に入る。
- 1992年（平成4年）9月1日 - 北側校舎の1階普通教室部分を下足置き場に改造。
- 1993年（平成5年）11月6日 - 生活科用砂遊び場が完成。
- 1995年（平成7年）10月31日 - ランチルームが完成。
- 1997年（平成9年）10月18日 - 教育相談室・調べ学習室を設置。
- 1998年（平成10年）9月1日 - 図書室・家庭科室を移転。西校舎各階に手洗い場を設置。
- 1999年（平成11年）7月18日 - 学童保育・高尾クラブを体育館1階に開設。
- 2000年（平成12年）
  - 3月31日 - プールを改装。
  - 6月2日 - 校舎北側をコンクリート舗装。
- 2004年（平成16年）12月24日 - 大型内部改装工事を完了。

## 学校行事
- 運動会は春（5月）に行われている。

## アクセス
最寄りのバス停
- 長崎県営バス 三原台循環線「高尾小学校前」バス停

## 周辺
- 三原台病院
- 本原自動車学校
- 長崎市立山里中学校

## 関連事項
- 長崎県小学校一覧